# 変分法における直接解法
数学の一トピックである変分法における直接解法（ちょくせつかいほう、英: direct method）とは、与えられた汎函数に対する最小点の存在の証明を構築するための一般的な手法である。1900年頃に、ザレンバとダフィット・ヒルベルトによって導入された。この手法は、函数解析学とトポロジーの手法に依拠するものである。解の存在を証明するために用いられるのと同様に、直接解法は解を所望の精度で計算するために用いられることもある。

## 解法
変分法では、ある函数空間 {\displaystyle V} と {\displaystyle {\bar {\mathbb {R} }}=\mathbb {R} \cup \{\infty \}} に対する汎函数 {\displaystyle J\colon V\to {\bar {\mathbb {R} }}} が扱われる。その主な興味は、そのような汎函数の最小点 (minimizer)、すなわち {\displaystyle J(v)\leq J(u)} が任意の u ∈ V に対して成り立つような函数 {\displaystyle v\in V} を見つけることである。
函数が最小点であるための必要条件を得る上での標準的な道具は、オイラー＝ラグランジュ方程式である。しかし、それらを満たす函数の中から最小点を見つける方法は、前もって最小点の存在が示されていない場合には誤った結論を導くこともある。
汎函数 {\displaystyle J} が最小点を持つためには、下に有界である必要がある。すなわち
{\displaystyle \inf\{J(u)\mid u\in V\}>-\infty \,}
が成立する必要がある。この条件は、最小点が存在することを示す上で十分ではないが、最小化列 (minimizing sequence)、すなわち {\displaystyle J(u_{n})\to \inf\{J(u)\mid u\in V\}} を満たす {\displaystyle V} 内の列 {\displaystyle (u_{n})} の存在を示す。
直接解法は次の手順で行われる：
1. {\displaystyle J} に対する最小化列 {\displaystyle (u_{n})} を取る。
2. {\displaystyle (u_{n})} には、{\displaystyle V} 上の位相 {\displaystyle \tau } に関して {\displaystyle u_{0}\in V} に収束するある部分列が存在することを示す。
3. {\displaystyle J} は位相 {\displaystyle \tau } に関して列的に下半連続であることを示す。

このことが最小点の存在を示すことを確かめる上で、次のような列的に下半連続な函数の特徴付けを行う。
函数 {\displaystyle J} が列的に下半連続であるとは、
{\displaystyle \liminf _{n\to \infty }J(u_{n})\geq J(u_{0})} が {\displaystyle V} 内の任意の収束列 {\displaystyle u_{n}\to u_{0}} に対して成り立つ
ことを言う。
結論は次より成り立つ：
{\displaystyle \inf\{J(u)\mid u\in V\}=\lim _{n\to \infty }J(u_{n})=\lim _{k\to \infty }J(u_{n_{k}})\geq J(u_{0})\geq \inf\{J(u)\mid u\in V\}.}
これはすなわち、次を意味する。
{\displaystyle J(u_{0})=\inf\{J(u)|u\in V\}.}

## 詳細

### バナッハ空間
直接解法はしばしば、可分かつ回帰的なバナッハ空間 {\displaystyle W} の部分集合として空間 {\displaystyle V} が与えられる場合に適用される。この場合、列的バナッハ＝アラオグルの定理は、{\displaystyle V} 内の任意の有界列 {\displaystyle (u_{n})} は、弱位相に関して {\displaystyle W} 内のある {\displaystyle u_{0}} に収束する部分列を持つ。{\displaystyle V} が {\displaystyle W} 内において列的に閉で、したがって {\displaystyle u_{0}} が {\displaystyle V} に属する場合は、直接解法は次を示すことによってある汎函数 {\displaystyle J:V\to {\bar {\mathbb {R} }}} に対して適用される。
1. {\displaystyle J} は下に有界
2. {\displaystyle J} に対する任意の最小化列は有界
3. {\displaystyle J} は弱列的下半連続、すなわち、任意の弱収束列 {\displaystyle u_{n}\to u_{0}} に対して {\displaystyle \liminf _{n\to \infty }J(u_{n})\geq J(u_{0})} が成り立つ。

この二番目は、通常 {\displaystyle J} がある成長条件を許すことを示すことによって示される。その一例は次のようなものである。
{\displaystyle J(x)\geq \alpha \lVert x\rVert ^{q}-\beta } for some {\displaystyle \alpha >0}, {\displaystyle q\geq 1} and {\displaystyle \beta \geq 0}.
この性質を持つ汎函数はしばしば強圧的（coercive）と呼ばれる。列的下半連続性は、直接解法を適用する上で通常最も難しい条件である。より一般の汎函数のクラスに対する定理は次節を参照されたい。

### ソボレフ空間
変分法における典型的な汎函数は、次の形式の積分である。
{\displaystyle J(u)=\int _{\Omega }F(x,u(x),\nabla u(x))dx}
ここで {\displaystyle \Omega } は {\displaystyle \mathbb {R} ^{n}} の部分集合であり、{\displaystyle F} は {\displaystyle \Omega \times \mathbb {R} ^{m}\times \mathbb {R} ^{mn}} 上の実数値函数である。{\displaystyle J} の引数は微分可能な函数 {\displaystyle u:\Omega \to \mathbb {R} ^{m}} で、そのヤコビアン {\displaystyle \nabla u(x)} は {\displaystyle mn}-ベクトルと結び付けて考えられる。
オイラー＝ラグランジェ方程式を導出する際の一般的なアプローチは、{\displaystyle \Omega } の境界が {\displaystyle C^{2}} であり、{\displaystyle J} の定義域が {\displaystyle C^{2}(\Omega ,\mathbb {R} ^{m})} であるとするものである。この空間は上限ノルムが備えられるときにバナッハ空間となるが、回帰的ではない。直接解法が適用される場合、汎函数は通常 {\displaystyle p>1} であるようなソボレフ空間 {\displaystyle W^{1,p}(\Omega ,\mathbb {R} ^{m})} に対して定義される。そのような空間は回帰的なバナッハ空間である。このとき、{\displaystyle J} の式における {\displaystyle u} の微分は、弱微分として取られる。次節では、上述のタイプの汎函数の弱列的下半連続性に関する二つの定理を紹介する。

## 積分の列的下半連続性
変分法における多くの汎函数は次の形式を取る：
{\displaystyle J(u)=\int _{\Omega }F(x,u(x),\nabla u(x))dx}
ここに {\displaystyle \Omega \subseteq \mathbb {R} ^{n}} は開である。したがって、{\displaystyle W^{1,p}(\Omega ,\mathbb {R} ^{m})} 内において {\displaystyle J} が弱列的下半連続となるような函数 {\displaystyle F} の特徴付けが非常に重要となる。
一般に、次が成り立つ。
{\displaystyle F} は次を満たす函数とする。
1. 函数 {\displaystyle (y,p)\mapsto F(x,y,p)} はほとんどすべての {\displaystyle x\in \Omega } に対して連続である；
2. 函数 {\displaystyle x\mapsto F(x,y,p)} はすべての {\displaystyle (y,p)\in \mathbb {R} ^{m}\times \mathbb {R} ^{mn}} に対して可測である；
3. {\displaystyle F(x,y,p)\geq a(x)\cdot p+b(x)} が、固定された {\displaystyle a\in L^{q}(\Omega ,\mathbb {R} ^{m})}（但し {\displaystyle 1/q+1/p=1}）、固定された {\displaystyle b\in L^{1}(\Omega )}、ほとんどすべての {\displaystyle x\in \Omega } とすべての {\displaystyle (y,p)\in \mathbb {R} ^{m}\times \mathbb {R} ^{mn}} に対して成り立つ（ここに {\displaystyle a(x)\cdot p} は、{\displaystyle \mathbb {R} ^{mn}} 内での {\displaystyle a(x)} と {\displaystyle p} の内積を意味する ）。

次が成立する。函数 {\displaystyle p\mapsto F(x,y,p)} がほとんどすべての {\displaystyle x\in \Omega } とすべての {\displaystyle y\in \mathbb {R} ^{m}} に対して凸であるなら、{\displaystyle J} は列的に下半連続である。
{\displaystyle n=1} あるいは {\displaystyle m=1} のとき、逆のような次の定理が成立する。
{\displaystyle F} は連続で、
{\displaystyle |F(x,y,p)|\leq a(x,|y|,|p|)}
がすべての {\displaystyle (x,y,p)} と、{\displaystyle y} と {\displaystyle p} について増加で {\displaystyle x} について局所可積分であるような固定された函数 {\displaystyle a(x,y,p)} に対して成立すると仮定する。このとき、{\displaystyle J} が列的に弱下半連続であるなら、任意の与えられた {\displaystyle (x,y)\in \Omega \times \mathbb {R} ^{m}} に対して函数 {\displaystyle p\mapsto F(x,y,p)} は凸となる。
結論として、{\displaystyle m=1} あるいは {\displaystyle n=1} で、{\displaystyle F} について意義のある成長と有界性を仮定するとき、汎函数 {\displaystyle J} が弱列的下半連続であるための必要十分条件は、函数 {\displaystyle p\mapsto F(x,y,p)} が凸であることである。{\displaystyle n} と {\displaystyle m} のいずれも 1 より大きいなら、凸性への必要性はより一般の凸性、すなわち多凸性や準凸性へと弱めることが出来る。